# Der amerikanische Soldat
Der amerikanische Soldat ist der achte Spiel- und Langfilm von Rainer Werner Fassbinder, der mit Liebe ist kälter als der Tod und Götter der Pest eine Gangsterfilm-Trilogie bildet. Nach 15 Tagen Drehzeit wurde er am 9. Oktober 1970 auf der Filmwoche in Mannheim uraufgeführt. Er gilt als Werk des Neuen Deutschen Films.

## Handlung
Nach dem Vorbild amerikanischer Gangsterfilme im Stile des Film Noir wird die Geschichte von Richard und Franz erzählt. Richard kehrt nach mehreren Jahren in den USA und als Soldat im Vietnamkrieg nach München zurück, wo er seinen alten Freund Franz trifft. Ricky soll für die Münchner Polizei Morde ausführen, um deren Kriminalstatistik zu „verbessern“. Rickys erstes Opfer ist ein Zigeuner, sein zweites eine Frau, die mit Pornoheften und Informationen handelt, ihr Freund wird ebenfalls umgebracht. Das vierte Opfer ist Rosa, Geliebte und Komplizin einer der Polizisten. Als Richard seine Mutter und den Bruder besucht, erhält er den Auftrag, sie ebenfalls zu töten. Die fünfte Tote des Films ist das Zimmermädchen des Hotels, in dem Richard wohnt, sie ersticht sich mit einem Messer, nachdem sie am Telefon vom Ende ihrer Beziehung erfährt. Rosa und Richard schauen zu. Am Hauptbahnhof kommt es zum finalen Showdown: Durch das Eintreffen von Richards Mutter und Bruder abgelenkt, werden Richard und Franz von der Polizei erschossen. Die lange Einstellung ihres Todes wird begleitet vom Song „So Much Tenderness“ (gesungen von Günther Kaufmann).

## Hintergrund und Produktionsnotizen
Während der Dreharbeiten heirateten Rainer Werner Fassbinder und Ingrid Caven. 1972 trennte sich das Paar wieder nach knapp zweijähriger Ehe. In einem Interview sagte der Regisseur Fassbinder rückblickend:

„Als wir verheiratet waren, hat nichts mehr funktioniert. Es war kein Gespräch mehr möglich, gar nichts. Und mich hat es schon zur Weißglut getrieben, wenn sie sich irgendwo in einem Hotel als Ingrid Fassbinder angemeldet hat […]“

„Das Heiraten, das ist etwas ganz Dummes gewesen. Wir hätten nicht heiraten sollen. Wir haben uns vorher und nachher viel besser verstanden als in der Zeit, in der wir verheiratet waren.“

Fassbinder hatte zunächst geplant, den „amerikanischen Soldaten“ mit Günther Kaufmann in der Hauptrolle zu besetzen; da es aber im Verlauf der Dreharbeiten zu persönlichen Spannungen zwischen Regisseur Fassbinder und Hauptdarsteller Kaufmann gekommen ist, konnten die bereits abgedrehten Szenen nicht verwendet werden, und Fassbinder besetzte um. In dieser Auseinandersetzung kam es auch zur Hochzeit mit Schauspielkollegin Ingrid Caven. Im Kino-Dokumentarfilm Fassbinder von Annekatrin Hendel aus dem Jahre 2015 wurden diese nicht verwendeten Filmszenen zum ersten Mal öffentlich gezeigt.
In der Rolle des Zimmermädchens erzählt Margarethe von Trotta in einem Monolog von der Liebe zwischen dem Gastarbeiter Ali und der Putzfrau Emmi, die tragisch endet. Emmi wird ermordet, Ali flieht. Der Arbeitstitel dieses Films „Alle Türken heißen Ali“ wurde zu Angst essen Seele auf, der bei den Filmfestspielen von Cannes 1974 den Kritikerpreis erhielt. Somit stellt dieser Monolog als Kurzfassung eine Vorwegnahme dieses Films dar.
In einem Gespräch mit Joachim von Mengershausen gibt Fassbinder Auskunft über den Kriminalfilm als Genre:

„Ich sehe gern Kriminalfilme und glaube, daß andere auch gern Kriminalfilme sehen. Außerdem möchte ich damit etwas sagen. […] Ich habe einen Kriminalstoff genommen, weil man Kriminalstoffe ganz einfach erzählen kann. Und ich bin dafür, ganz einfache Sachen zu machen. Aber sie müssen trotzdem schön sein. […] Ich weiß nicht, ich finde, daß alles Kriminalgeschichten sind. Ich finde, auch die ganz normale Unterdrückung von Leuten ist kriminell. Ich könnte fast so weit gehen zu sagen, daß man überhaupt nichts anderes machen kann als Kriminalfilme. Man müßte alles als kriminell deklarieren.“

## Kritiken
Die Zusammenstellung der Kritiken befasst sich vor allem mit den Vorbildern von „Der amerikanische Soldat“, allgemein mit dem Genre Gangsterfilm vor dem Hintergrund von Debatten und Diskussionen der Filme und ihrer Regisseure während der Ära des New German Cinema (Neuer deutscher Film).

„DER AMERIKANISCHE SOLDAT ist unter den Gangsterfilmen der, der seine Vorbilder am deutlichsten zu erkennen gibt: Die weißen Anzüge aus den Gangsterfilmen der dreißiger Jahre; Ricky gleicht Paul Muni aus Hawks’ Scarface; die von Hawks bekannten inzestuösen Beziehungen zwischen Brüdern.“

„Zweifellos war auch diese zweite Generation beeinflusst von der Nouvelle Vague, allerdings weniger durch deren eigene Filme als durch ihre Wiederentdeckung jener Regisseure Hollywoods, die sich dort eine eigene Handschrift erarbeitet und bewahrt hatten – also vor allem John Ford, Howard Hawks und Alfred Hitchcock. Zitate, bis in kleinste Gesten, Motive und Verhaltensmuster aus dem amerikanischen Aktion-Kino bestimmten die ersten Spielfilme der deutschen Regisseure Klaus Lemke (48 Stunden bis Acapulco; 1967), Rudolf Thome Detektive; 1968), Rainer Werner Fassbinder (Liebe ist kälter als der Tod; 1969) oder Roland Klick (Deadlock; 1970). […] Die Personen sind so austauschbar wie die Elemente der Story. Inhalt und Form tendieren zur Identität – dies ist die naive Art des Traums vom reinen Film, der nur für sich selbst steht. Bezeichnend ist, daß diese Arbeiten aus heutiger Sicht eher Fingerübungen ihrer Regisseure waren; Lemke, Thome und vor allem Fassbinder haben zu neuen Themen und Formen gefunden.“

„Fassbinders fixiertes Thema, die Unterdrückungs- und Gewaltverhältnisse in Liebesbeziehungen, war nicht auf einen engen Rahmen von Sujets beschränkt. Er drehte Kleinbürger- und Familiendramen wie WARUM LÄUFT HERR R. AMOK? (1969), HÄNDLER DER VIER JAHRESZEITEN (1971); er beschrieb Außenseiter, die wegen ihrer Aura größerer Sinnlichkeit innerhalb einer festen sozialen Gruppe keine Chance haben und deren Sadismus zu spüren bekommen, in KATZELMACHER (1969) und ANGST ESSEN SEELE AUF (1973); er drehte Gangstermelodramen, LIEBE IST KÄLTER ALS DER TOD (1969), GÖTTER DER PEST (1969), DER AMERIKANISCHE SOLDAT (1971) und Filme nach Vorlagen von Franz Xaver Kroetz und Marieluise Fleißer, Beiträge zum neuen deutschen Heimatfilm, WILDWECHSEL (1972) und PIONIERE IN INGOLSTADT (1970); in vielen Filmen beschrieb Fassbinder die sadomasochistische Seite der Gefühle, er stellte sie vor allem auch in homosexuellen und lesbischen Beziehungen dar, zum Beispiel in WARNUNG VOR EINER HEILIGEN NUTTE (1970), DIE BITTEREN TRÄNEN DER PETRA VON KANT (1972), FAUSTRECHT DER FREIHEIT (1974), SATANSBRATEN (1976), und überzog sie ins Groteske.“

„Vor allem über Genreszenen stellt Fassbinder das Verhalten seiner Protagonisten in Frage, wobei die Kamera (Dietrich Lohmann) Mimik und Gestik stets mit Nachdruck beobachtet, so lange, daß die Aktionen selbst stilisiert wirken – als künstliches Bemühen um einen individuellen Ausdruck. Bei Fassbinder ist das Gangsterspiel bis in die Imitation der Imitation der Imitation getrieben. Walsh über Tuttle/Wise/Fuller über Melville: der Killer wie in THIS GUN HIRE über LE SAMURAI, das Verhör wie in ODDS AGAINST TOMORROW über LE DOULOS, der eingefädelte Verrat wie in HOUSE OF BAMBOO über LE CERCLE ROUGE; und alles zusammen ein neues Fazit aus Walshs WHITE HEAT. Ein Gangsterfilm der dritten Art also, das aber auf listige Art. Das Genre definiert nicht, was erlaubt ist an Handlung und Gefühl, sondern handeln und Fühlen definieren das Genre auf ganz neue Weise.“

„The third part of Fassbinder’s gangster trilogy. Said to have been shot in ten days, SOLDIER is the story of an American Viet Nam vet of German descent who returns to his native Munich as a hired killer. […] Though not for all tastes, Fassbinder’s films are cynical examinations of traditional Hollywood styles. His films have strong elements of parody and the freshness of his vision will be among the most lasting influences of the New German Cinema. AMERICAN SOLDIER is one of Fassbinder’s earliest films (he made more than 40 before he dies tragically in 1983 at the age of 37), is not as strong or as developed as his later masterpieces, but it is well worth seeing.“

„Der dritte Teil von Fassbinders Gangstertrilogie. Laut Angabe in zehn Tagen abgedreht, ist Der amerikanische Soldat die Geschichte eines amerikanischen Vietnamveterans aus Deutschland, der in seiner Geburtsstadt als Auftragskiller angeheuert wird. Nicht nach jedermanns Geschmack, doch Fassbinders Filme sind zynische Untersuchungen im traditionellen Hollywoodstil. Seine Filme haben effektiv eingesetzte, starke Stilelemente der Parodie und die Neuartigkeit seiner Sichtweise stellen die langlebigsten Einflüsse des Neuen Deutschen Kinos dar. Der amerikanische Soldat ist einer von Fassbinders frühsten Filmen (er hinterließ mehr als 40, bevor er auf tragische Weise im Alter von 37 starb), nicht ganz so beeindruckend oder ausgereift als die jüngeren Meisterwerke, aber gleichermaßen sehenswert.“

„Es gibt verschiedene Gründe, warum sich Fassbinder oder Wenders den traditionellen amerikanischen Genres näherten, und sie unterscheiden sich von denen, die Schlöndorff, Hauff oder Petersen zur Literaturverfilmung oder zum Filmemachen nach vorgegebenem Standard brachten. Beispielsweise stellte Lemkes 48 Stunden bis Acapulco (1967) einen Einfluß für Fassbinder dar, nicht so sehr wegen seines Themas (ein armseliger Münchner Gauner wird in eine Sache verwickelt, mit der er nicht fertig werden kann), sondern weil Lemkes Haltung gegenüber seinen Figuren für Fassbinder typisch werden sollte. Das Geheimnis war, das Selbstbild der Figuren ernst zu nehmen, weil der Regisseur bereit ist, das als Realität und innere Wahrheit anzuerkennen, was bloße Fantasien oder Charaktere sind – z. B. in Liebe ist kälter als der Tod oder Der amerikanische Soldat. Fassbinder schrieb: ‚… die Helden handeln zwar wie Gangster, aber gleichzeitig auch so, wie sie sich vorstellen, daß Gangster handeln. Die amerikanischen Vorbilder leuchten durch; Lemke hat sich bemüht, sie, sie nicht zu adaptieren.‘ […] Man könnte sagen, daß deutsche Filmemacher über die Beschäftigung mit Genrefilmen für eine neue Form des Realismus sensibilisiert wurden, die nicht nur mit einer neuen Haltung gegenüber dem Protagonisten, sondern auch mit einer neuen Annäherung an die filmische Zeit zu tun hatte.“

„Denn Fassbinder, der Inbegriff des zornigen jungen Mannes, hatte von vornherein die Konkurrenz mit anderen aufgenommen: mit den von amerikanischen Vorbildern träumenden Gangsterfilmen aus Schwabing, wie sie Klaus Lemke mit 48 STUNDEN BIS ACAPULCO oder Rudolf Thome mit DETEKTIVE gerade gedreht hatten – Filmemacher, die, anders als Fassbinder, von Anfang an der Rückendeckung durch die deutsche Filmkritik sicher sein konnten.

Am Spiel mit den Versatzstücken Hollywoods, mit Zitaten und Topoi, hatte Fassbinder freilich ein weit geringeres Interesse als seine Kollegen. Seine Gangster sind, ungeachtet ihrer Hollywood-Requisiten, realere und vor allem ortsgebundenere Figuren, durchschnittliche kleine Ganoven, die in der Kriminalität den einzigen Ausweg aus der trostlosen Enge ihrer Existenz sehen.“

„Der amerikanische Soldat ist Fassbinders technisch bislang gelungenster Film, dem man anmerkt, dass der Regisseur sein Handwerk immer besser beherrschte und zunehmend souveräner wurde. Dennoch war in Deutschland die Resonanz auf diesen Streifen, die wie die bisherigen Fassbinder-Filme eine Geschichte über Gefühlskälte, verschüttete Emotionen und Hoffnungslosigkeit erzählt, eher gering. Im Ausland indessen kam er wesentlich besser an. So avancierte Der amerikanische Soldat etwa zum Lieblingsfilm Bob Dylans, durch den er zu einem absoluten Fassbinder-Fan wurde.“

„Ein unterkühltes Unterwelt-Drama, angelegt als ein hermetisches, artifizielles Spiel in geschlossener Gesellschaft, das nach den Regeln des amerikanischen Gangsterfilms abläuft.“